# R.C. Sproul
R.C. Sproul, właśc. Robert Charles Sproul (ur. 13 lutego 1939 w Pittsburghu, zm. 14 grudnia 2017 w Altamonte Springs) – amerykański duchowny, ewangelista i teolog prezbiteriański, autor ponad 90 książek. Był jednym z czołowych przedstawicieli konserwatywnego ewangelikalizmu w USA.

## Życiorys
Ukończył studia teologiczne w Westminster College, Pittsburgh Theological Seminary i na Wolnym Uniwersytecie w Amsterdamie. Założył instytucje religijne: Ligonier Ministries, Reformation Bible College and Ligonier Academy of Biblical and Theological Studies.
Był pastorem (co-pastor) Kaplicy Św. Andrzeja (Saint Andrew’s Chapel) w Sandford na Florydzie.

## Poglądy
Reprezentował konserwatywny kalwinizm. Był znanym krytykiem zawartego w 1994 w USA katolicko-ewangelikalnego porozumienia Evangelicals and Catholics Together. Swoje poglądy w tym zakresie wyraził m.in. w książce: Are We Together? A Protestant Analyzes Roman Catholicism (2012).

## Wybrane książki
- Knowing Scripture, InterVarsity, 1977 (ISBN 0-87784-733-9)
- If there is a God, why are there atheists?, Bethany Fellowship, 1978 (ISBN 0-87123-238-3)
- Reason to Believe. A Response to Common Objections to Christianity, Zondervan, 1982 (ISBN 0-310-44911-1)
- Classical Apologetics (z Johnem Gerstnerem i Arthurem Lindsleyem), Zondervan, 1984 (ISBN 0-310-44951-0)
- Abortion. A Rational Look at an Emotional Issue, Navpress, 1990 (ISBN 0-89109-345-1)
- Grace Unknown: The Heart of Reformed Theology, Baker, 1997 (ISBN 0-8010-1121-3)
- Willing to Believe. The Controversy over Free Will, Baker, 1997 (ISBN 0-8010-6412-0)
- Essential Truths of the Christian Faith, Tyndale, 1998 (ISBN 0-8423-2001-6)
- Faith Alone. The Evangelical Doctrine of Justification, Baker, 1999 (ISBN 0-8010-5849-X)
- The Dark Side of Islam (wspólnie z Abdulem Saleebem), Crossway, 2003 (ISBN 1-58134-441-4)
- Defending Your Faith. An Introduction to Apologetics, Crossway, 2003 (ISBN 1-58134-519-4)
- Getting the Gospel Right, Baker, 2003 (ISBN 0-8010-6447-3)
- Scripture Alone. The Evangelical Doctrine, Presbyterian & Reformed, 2005 (ISBN 1-59638-010-1)
- What Is Reformed Theology? Understanding the Basics, Baker, 2005 (ISBN 0-8010-6559-3)
- What Does it Mean to Be Born Again?, Reformation Trust Publishing, 2010 (ISBN 978-1-56769-206-8)
- Can I Be Sure I'm Saved?, Reformation Trust Publishing, 2010 (ISBN 978-1-56769-208-2)
- Are We Together? A Protestant Analyzes Roman Catholicism, Reformation Trust Publishing, 2012 (ISBN 978-1-56769-282-2)